# Равноудалённость
Равноудалённость — означает «на равном расстоянии». Термин имеет два близких значения.

1. Равенство расстояний от любой фиксированной точки данного множества до любого из двух или нескольких выбранных множеств. Например:
  - Серединный перпендикуляр к отрезку есть геометрическое место точек плоскости, равноудалённых от концов отрезка.
  - Парабола есть геометрическое место точек плоскости, равноудалённых от точки (называемой фокусом) и прямой (называемой директрисой).
  - Биссектриса есть геометрическое место точек плоскости, равноудалённых от сторон угла.
2. Равенство расстояний от любой точки первого множества до другого множества. Например:
  - Окружность есть геометрическое место точек плоскости, равноудалённых от данной точки, называемой центром окружности.